# Selló

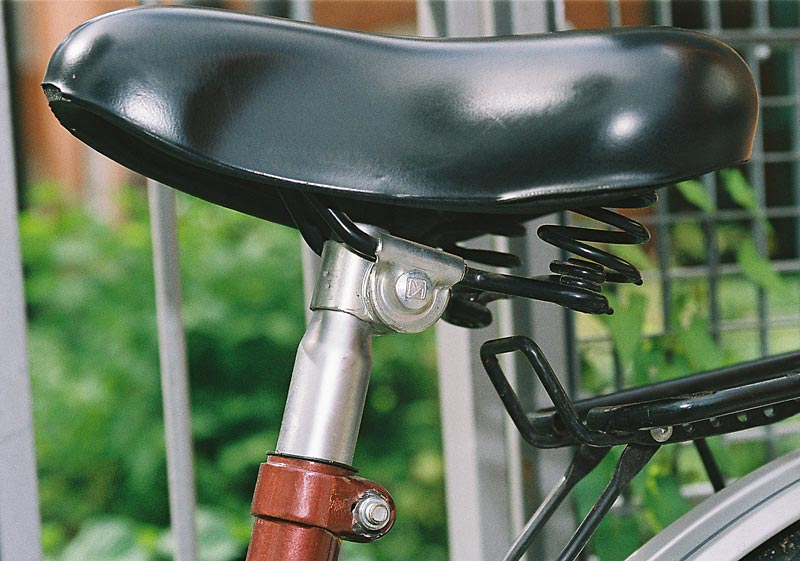
Sellí de bicicleta.

Un selló o sellí, és la part d'una bicicleta on el ciclista s'asseu i se sostén, a part dels punts de contacte amb el manillar i els pedals. Hi ha molts tipus diferents de sellí de bicicleta, la majoria en forma de pera, amb models amples i altres versions més allargades. Els de les bicicletes de passeig solen ser dels amples, mentre que els de les bicicletes de carreres són més estrets. En el passat, la funda del sellí era generalment de cuir, avui dia també s'utilitza la lycra, el kevlar o altres materials sintètics. El sellí va collat a la punta de la tija, mitjançant un cargol, que pot ser equipat amb alliberament ràpid. per poder ajustar l'altura del sellí. De vegades, porta incorporada una suspensió de molles que pot ser des d'un simple ressort collat a la tija, fins a un parell de molles espirals entre la tija i el sellí.

## Exemples

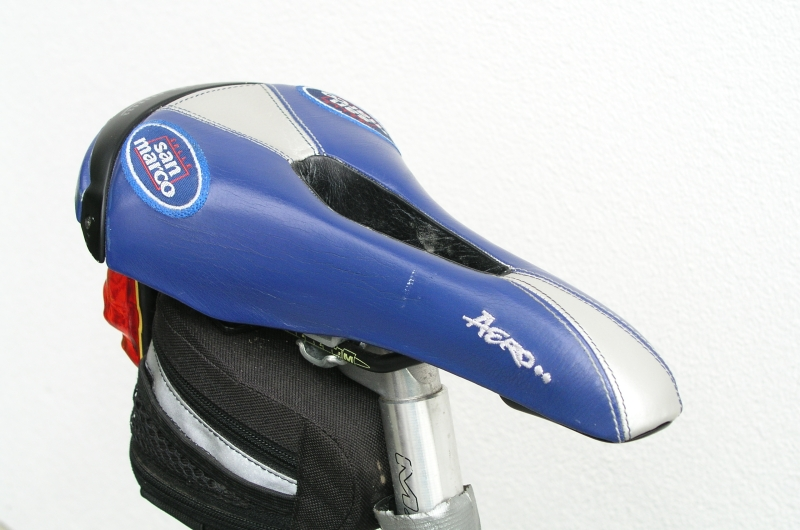
Un sellí "San Marco" per a les dones
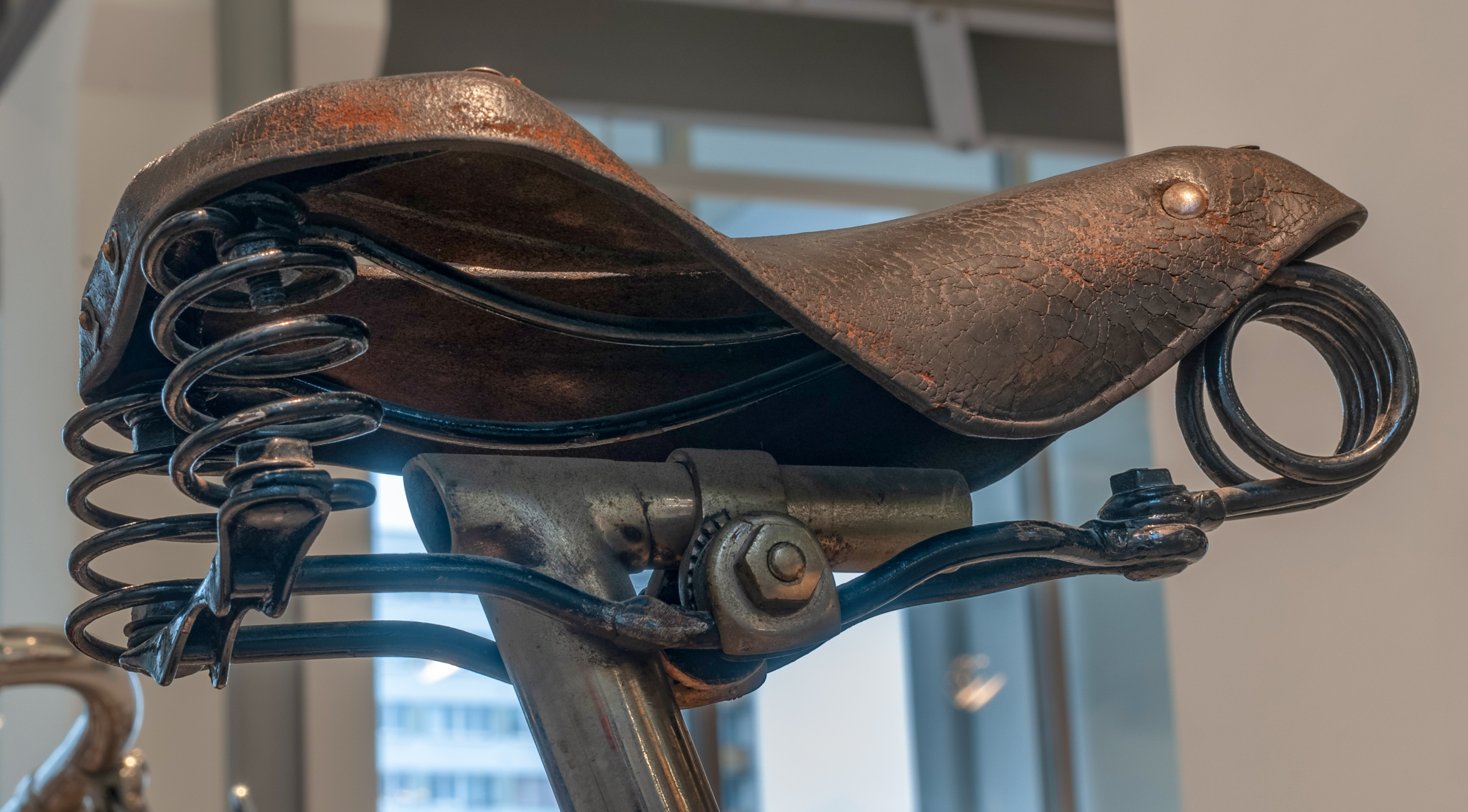
Laurin&Klement (1890)
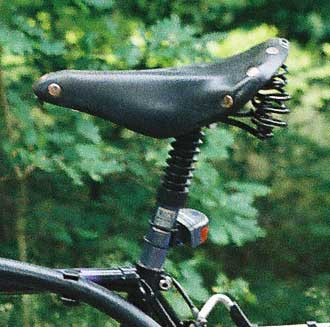
Model antic de sellí de cuir amb suspensió
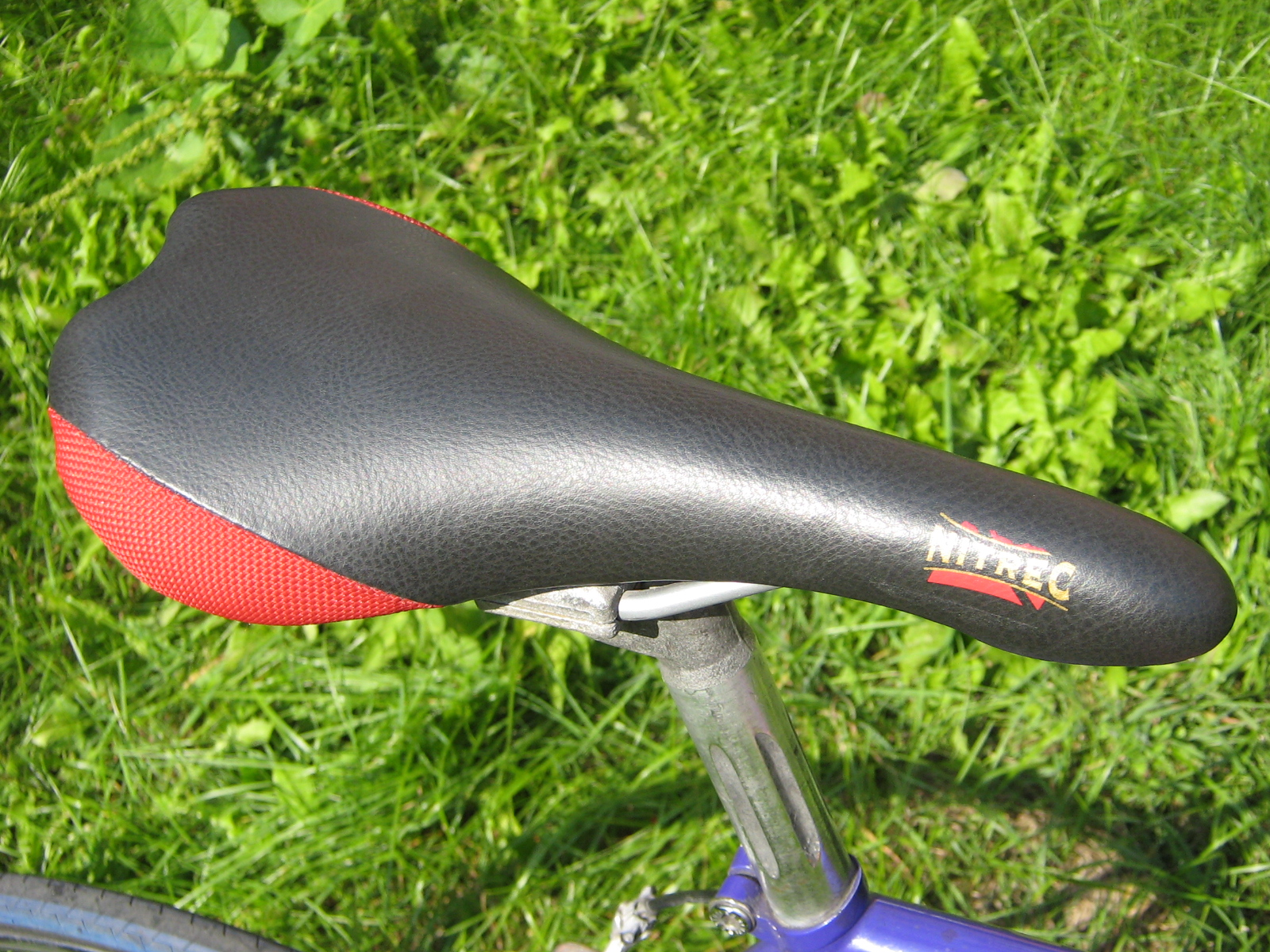
Sellí lleuger anatòmic